# Cagiva WMX
La WMX o MXR è una motocicletta da competizione con motore a due tempi della casa italiana Cagiva che ha partecipato a vari campionati mondiali di motocross, vincendo alcuni titoli. Prodotta in varie cilindrate è affiancata nella produzione dalla versione da enduro, la WRX, direttamente derivata.

## Storia
La Cagiva è entrata nel Campionato del mondo di motocross nel 1979, con l'intenzione di cercare di interrompere l'egemonia della Suzuki tra le moto di cilindrate più ridotte; la casa giapponese si era infatti aggiudicata tutte le edizioni del mondiale relativo alla classe 125 cm³ fin dalla sua istituzione nel 1975.
Nel campionato classe 125 la Cagiva nel 1984 si avvicina al titolo piloti con il secondo posto in classifica di Corrado Maddii; nei due anni immediatamente successivi conquista invece entrambi i titoli, sia quello piloti con Pekka Vehkonen e Dave Strijbos, sia quello costruttori. Nel 1987 si ripete con l'aggiudicazione del titolo costruttori.
Nel campionato classe 250 la Cagiva fa bella figura di sé piazzando il suo pilota Vehkonen al secondo posto del mondiale del 1987 e 1988, sempre in sella alla WMX 250, ma decide di ritirarsi dalle corse di motocross alla fine di quest'ultimo anno per lasciare posto all'utilizzo del marchio Husqvarna, appena acquisito.

## 125
Venne prodotta dal 1980 al 1991.
Nel 1981 si passa dal sistema misto con il raffreddamento a liquido con il radiatore posto dietro la mascherina portanumero supportato da quello ad aria (alettature del cilindro e della testata), ad un sistema puramente a liquido, ma sempre con il radiatore posto dietro al portanumero, mentre nel 1983 il radiatore verrà spostato ai lati della moto e coperto dai deflussori dell'aria.
Nel 1983 si passa dal sistema doublecross al monocross a leveraggi, mentre l'anno precedente si era provveduti ad aggiornare il forcellone con un modello a bracci rettilinei, inoltre si ha un aggiornamento delle grafiche.
Nel 1985 si adotta il sistema allo scarico CTS (Cagiva Tourque System) e l'impianto frenante viene munito di freno a disco anteriore, che diventerà integrale nel 1989.
Nel 1987 si adottano le forcelle a steli rovesciati.

## 190/200
Venne prodotta dal 1982 al 1984
Stesse caratteristiche dei modelli 125 ma motore 190 cm³ e freno a disco anteriore

## 250
Venne prodotta (con il nome MXR modello raffreddato ad aria) dal 1979 al 1981 con motore da 72x61 mm rispettivamente di alesaggio e corsa; dal 1982 al 1984 con misure 67x54 ad acqua e di derivazione 125 dal 1988 al 1991 con motore di misure 70x64,8 mm.
N.b. nessun modello 250 dal 1985 al 1987 il motore di serie ancora in fase di test sulle moto ufficiali
Nel 1982 si adotta il sistema di raffreddamento a liquido,
Nel 1983 si passa dal sistema doublecross al monocross a leveraggi, mentre l'anno precedente si era provveduti ad aggiornare il forcellone con un modello a bracci rettilinei
Nel 1988 si adotta il sistema allo scarico CTS (Cagiva Tourque System), l'impianto frenante viene munito di freno a disco anteriore, che diventerà integrale nel 1989 e si adottano le forcelle a steli rovesciati

## 500
Venne prodotta dal 1984 al 1987, nata con il raffreddamento a liquido.